# Jeu de course

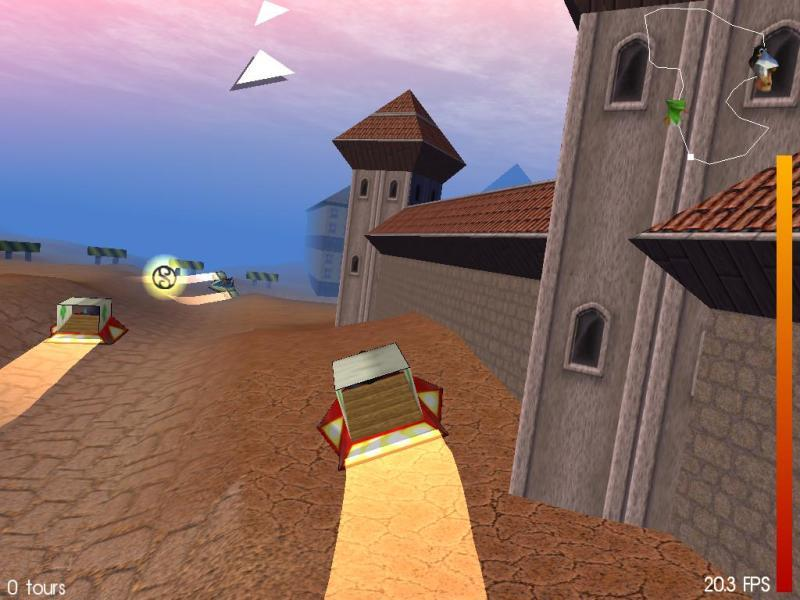
Chapitre : Willkommen en Indien

Un jeu de course est un jeu de société ou un genre de jeu vidéo qui simule une course sportive et dans lequel le joueur doit finir un circuit ou atteindre le point d'arrivée le premier.

## Jeu de société
Le jeu de l'oie ou le jeu des petits chevaux sont plutôt des jeux de parcours.
On parlera plus volontiers de jeux de course pour des jeux de société simulant une course, généralement sportive.
- Courses automobiles : Formule 1, Formule Dé, Top Race...
- Courses de chevaux : Ave Caesar, Jockey, TurfMaster...
- Courses de vélos : Um Reifenbreite, Maillot jaune...
- Courses de bateaux : Mississippi Queen, La Course au large...

## Jeu vidéo
Un jeu de course est un genre de jeu vidéo dans lequel le joueur est placé au volant d'une machine motorisée, son but est de finir un circuit ou d'atteindre le point d'arrivée le premier.
Avec le développement du web, de nombreux jeux de courses, souvent gratuits, sont apparus sur Internet. La course ne se limite plus à une course de voitures mais se diversifie de la course de motos à la course de camions en passant par les chevaux. Parmi les jeux de courses célèbres, il est possible de citer Forza Motorsport Ou Gran Turismo 7, mais aussi d'autres jeux moins centré sur les courses comme Forza Horizon 5 ou The Crew Motorfest.